# Rosières (Haute-Loire)
Rosières település Franciaországban, Haute-Loire megyében. Lakosainak száma 1536 fő (2022. január 1.). Rosières Beaulieu, Chamalières-sur-Loire, Malrevers, Mézères, Le Pertuis, Saint-Étienne-Lardeyrol és Saint-Julien-du-Pinet községekkel határos.

## Népesség
A település népessége az elmúlt években az alábbi módon változott:
| Lakosok száma | 1284 | 1212 | 1305 | 1410 | 1526 | 1536 | 1528 | 1531 | 1528 | 1536 |
|               | 1968 | 1982 | 1990 | 2006 | 2013 | 2015 | 2017 | 2019 | 2020 | 2022 |